# ミヤセキ
ミヤセキ株式会社は、宮城県仙台市青葉区に本社を置く、東北地方において石油販売やガソリンスタンドの運営を行っていた企業である。

## 概要
宮城県に21か所、岩手県に8か所、青森県に2ヶ所、合計34か所のガソリンスタンドを運営し、ENEOSとフランチャイズ契約を結んでいた。
2013年7月1日、当時のネクステージが当社の事業を譲受し、営業を停止。これに伴い、同社は東北支社を仙台市青葉区内に設置した。

## 沿革
- 1949年（昭和24年）8月2日 - 宮城石油販売株式会社が発足。三菱石油の宮城県内販売代理店第1号となる。
- 1990年（平成2年）4月 - ミヤセキ株式会社に商号変更。
- 2005年（平成17年）4月 - 三菱商事石油の完全子会社となる。本社を、仙台市宮城野区榴岡より同市青葉区国分町に移転。
- 2013年（平成25年）7月 - 三菱商事石油及びJX日鉱日石エネルギーの合弁会社であるネクステージが、当社店舗運営を譲受し、東北支社を設置した。